# Chaitophorus salicti
Chaitophorus salicti är en insektsart som först beskrevs av Franz Paula von Schrank 1801. Enligt Catalogue of Life ingår Chaitophorus salicti i släktet Chaitophorus och familjen långrörsbladlöss, men enligt Dyntaxa är tillhörigheten istället släktet Chaitophorus och familjen borstbladlöss. Arten är reproducerande i Sverige. Inga underarter finns listade i Catalogue of Life.